# Arthgen ap Seisyll
 Arthgen ap Seisyll (mort en 807) est un souverain du royaume de Ceredigion et de Seisyllwg

## Contexte
Arthgen ou Arthen apparaît dans le manuscrit des Harleian genealogies dans le lignée des rois de Ceredigion et comme le fils de Seisyll ap Clydog:
[G]uocaun map Mouric map Dumnguallaun map Arthgen map Seissil map Clitauc Artgloys map Artbodgu map Bodgu map Serguil map Iusay map Ceretic map Cuneda. 
Toutefois il règne sur le royaume étendu par son père dont il est peut-être à l'origine du nom le Seisyllwg. Cependant lorsqu'il meurt en 807 les Annales Cambriae ne lui donnent que le titre de roi de Ceredigion .  Rhiw Arthen, près d' Aberystwyth, lui doit peut être son nom 
Il laisse un fils Dyfnwallon ap Arthgen lui même père d'un prince Meurig 

## Source
- (en) Peter Bartrum, A Welsh classical dictionary : people in history and legend up to about A.D. 1000, Aberystwyth, National Library of Wales, 1993, Arthen ap Seisyll. (d.807).